# Tesoro del Museo Nacional de Historia de Ucrania
El Tesoro del Museo Nacional de Historia de Ucrania es una de las sedes del Museo Nacional de Historia de Ucrania dedicado a las piezas realizadas con metales preciosos y gemas. Se encuentra dentro del conjunto del monasterio de las Cuevas de Kiev, en Ucrania. Una de las piezas más destacables es el Pectoral dorado de Tovsta Mohyla.

## Historia

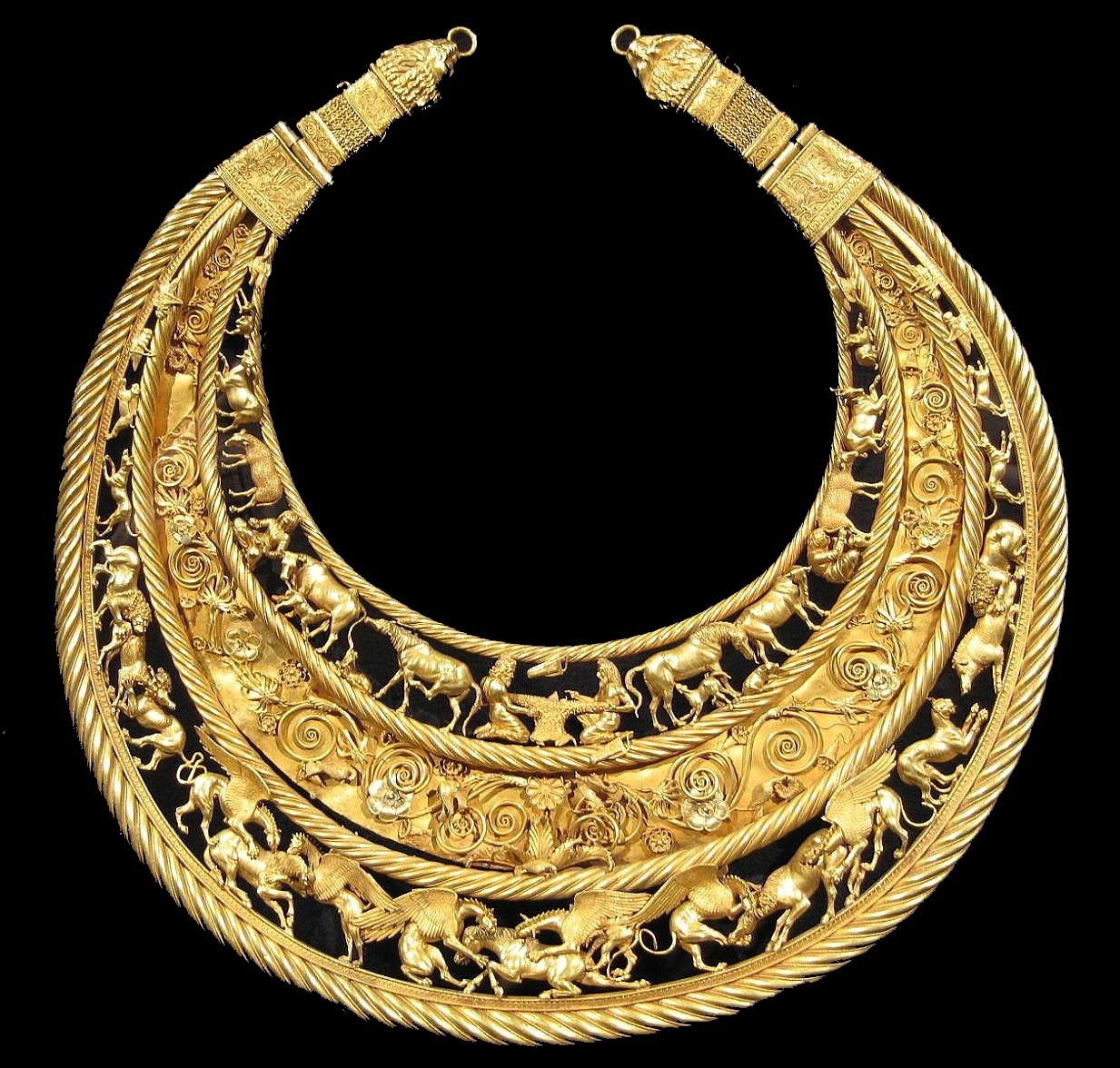
El Pectoral dorado de Tovsta Mohyla es una de las piezas más relevantes de la colección.

Esta sede fue establecida por el gobierno en 1963 bajo la denominación de "Cámara Dorada" como una división del Museo Histórico Estatal de la República Socialista Soviética de Ucrania. La colección inicial fue creada en concordancia con la orden de transferir las piezas realizadas con metales preciosos y gemas de veinte museos diferentes. Además de las obras transferidas al nuevo museo, también fue muy relevante para la creación del museo los descubrimientos realizados en diferentes excavaciones arqueológicas, en total más de 30.000 objetos, recibidos del Instituto de Arqueología de la Academia de Ciencias de la República Socialista Soviética de Ucrania. El nuevo museo fue establecido en el renovado edificio Kovnirivsky, número 12, en el complejo del monasterio de las Cuevas de Kiev, que antiguamente era la panadería del antiguo convento y la librería. La nueva sede fue abierta a los visitantes el 4 de enero de 1969.
En 2004 se realizaron unas obras de restauración y una reorganización de la exposición, además, el edificio fue restaurado y el museo recibió un equipo y almacenaje más moderno.
El 16 de noviembre de 2015, los trabajadores de la sede expresaron públicamente su rechazo a la nueva estructura del Museo Nacional de Historia de Ucrania, así como a la liquidación de la denominada colección MIKU, considerando que las decisiones del entonces director del Museo Nacional de Historia de Ucrania eran equivocadas y que llevarían a consecuencias irreversibles.
En 2021, la sede conocida como Museo de los Tesoros Históricos de Ucrania se renombró como Tesoro del Museo Nacional de Historia de Ucrania.